# Шпізен-Ельферсберг
Шпізен-Ельферсберг (нім. Spiesen-Elversberg) — громада в Німеччині, знаходиться в землі Саар. Входить до складу району Нойнкірхен.
Площа — 11,40 км2. Населення становить 12 683 ос. (станом на 31 грудня 2021).